# Vicco, Kentucky
Vicco är en ort i Perry County i delstaten Kentucky, USA.